# Isothecium holtii
Isothecium holtii är en bladmossart som beskrevs av Kindberg 1895. Isothecium holtii ingår i släktet svansmossor, och familjen Brachytheciaceae. Arten har ej påträffats i Sverige. Inga underarter finns listade i Catalogue of Life.